# Петрин (Курська область)
Петрин (рос. Петрин) — селище в Курському районі Курської області Російської Федерації.
Населення становить 650 осіб. Входить до складу муніципального утворення Леб'яженська сільрада.

## Історія
Населений пункт розташований на території українського етнічного та культурного краю Східна Слобожанщина.
Від 2004 року входить до складу муніципального утворення Леб'яженська сільрада.

## Населення
1. Н/Д[2]